# De Landbouw (Utrecht)
Melkinrichting De Landbouw was gevestigd in een monumentaal pand uitgevoerd in jugendstil dat zich nog bevindt in de Obrechtstraat op nummer 10-14 nabij de Biltstraat in de wijk Wittevrouwen in de Nederlandse stad Utrecht.
Deze melkinrichting heeft dienstgedaan van ongeveer 1880 tot 1937, aan het hoofd van deze melkinrichting stond directeur de heer A. Huis in ’t Veld. De melkinrichting bood werk aan een groot aantal mensen en men beschikte zelfs over een laboratorium. De melkinrichting had drie filialen waar de geproduceerde melk werd verkocht: de Jacob van Ruisdaelstraat 28, Vleutenseweg 175 en de Korte Jansstraat 10.
Op woensdag 8 maart 1939 was er een openbare vrijwillige verkoping en werd de inventaris van de melkinrichting De Landbouw verkocht.
Hedendaags:
Douwe Egberts ·
HUBO ·
Koninklijke Jongeneel ·
Mediq ·
UMS Pastoe ·
Rabobank ·
Stork ·
Strukton ·
Vitens ·
WE

Niet meer bestaand:
Charles Vögele ·
De Korenschoof ·
De Landbouw ·
Demka ·
ElectroRail ·
GVU ·
Batterijenfabriek Herberhold ·
Hooghiemstra ·
Gemeentelijke Gasfabriek ·
Jan Jongerius N.V. ·
N.V. L B Kagenaar ·
Lood- en Zinkpletterij Hamburger ·
Lubro ·
Machinefabriek Jaffa ·
Nieaf ·
Olland · 
Pannevis · 
PEGUS ·
N.V. Philips Lasstavenfabriek ·
PUEM ·
Systeem Coq ·
Van Boekhoven - Bosch ·
Werkspoor